# 11142 Фаччіні
11142 Фаччіні  (11142 Facchini) — астероїд головного поясу, відкритий 7 січня 1997 року.
Тіссеранів параметр щодо Юпітера — 3,227.